# Adrián Sáez de Arregi
Adrián Sáez de Arregi Egurrola (Araya, Álava, 17 de marzo de 1986) es un ciclista español que corrió en el equipo Euskaltel Euskadi desde 2012 a 2013.

## Trayectoria
Debutó como profesional con el equipo Orbea Continental en 2010. En 2012 dio el salto al equipo UCI ProTour, máxima categoría, de la mano del Euskaltel-Euskadi.

## Palmarés
No consiguió victorias como profesional.

## Resultados en Grandes Vueltas
| Carrera | Carrera         | 2010 | 2011 | 2012  | 2013 |
| ------- | --------------- | ---- | ---- | ----- | ---- |
|         | Giro de Italia  | —    | —    | 156.º | —    |
|         | Tour de Francia | —    | —    | —     | —    |
|         | Vuelta a España | —    | —    | —     | —    |

—: no participa

Ab.: abandono

## Equipos
- Orbea (2010-2011)
  - Orbea (2010)
  - Orbea Continental (2011)
- Euskaltel-Euskadi (2012)
- Euskaltel Euskadi (2013)